# Geometrie obrazového bodu

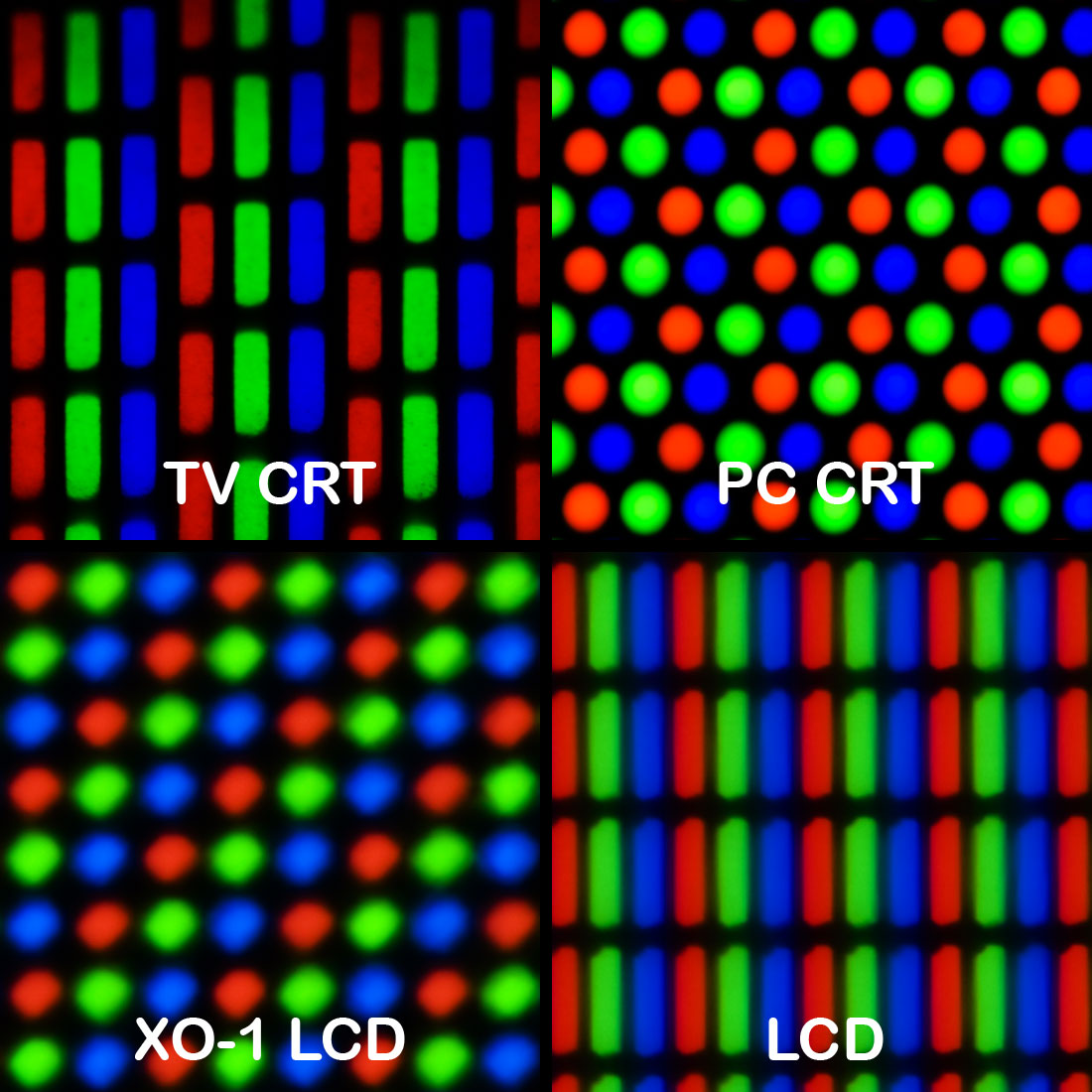
Fotografie různých obrazovek ukazující různé tvary obrazového bodu. Z levého horního rohu ve směru hodinových ručiček: barevná vakuová televizní obrazovka se standardním rozlišením, LCD monitor, LCD obrazovka notebooku a OLPC XO-1 obrazovka

Geometrie obrazového bodu obrazovek je geometrický tvar obrazových bodů barevné obrazovky. V současnosti používané technologie barevných obrazovek neumožňují, aby libovolně malá oblast obrazovky vydávala světlo libovolné barvy, ale plocha obrazovky je rozčleněna na plošky, které vydávají různá monochromatická světla obvykle 3 základních barev (RGB). Tyto plošky se nazývají subpixely. Skládáním světel různé intenzity lze vytvořit většinu barev, které je schopné rozlišit lidské oko (aditivní míchání barev). Nejmenší sada subpixelů, které vydávají všechny barvy, se nazývá pixel. Podle svého určení mají různé obrazovky různé velikosti a tvary (anglicky pixel geometry) pixelů, jak je ukázáno na obrázku vpravo.
Obrazovky počítačových monitorů, např. LCD nebo CRT, které obvykle zobrazují hrany nebo obdélníky, mají jednotlivé barevné složky uspořádány do vertikálních proužků. Displeje pro zobrazování filmů používají trojúhelníkovitý nebo diagonální tvar obrazových bodů, aby byl obraz lépe vnímány divákem.[zdroj?]

Trojúhelníkovitý tvar obrazových bodů (Delta)
Pruhy (Trinitron)
Diagonální

Znalost tvaru obrazových bodů použité obrazovky může být použita pro vytvoření rastrových obrázky s vyšším zdánlivým rozlišením použitím znalosti tvarů subpixelů.